# 3.11を忘れない写真家の会
3.11を忘れない写真家の会（3.11をわすれないしゃしんかのかい）は、2011年3月11日に発生した東北地方太平洋沖地震（東日本大震災）を受けて、同年4月に、写真家谷口雅彦が有志の写真家と「写真で被災地を復興する会」を立ち上げ、「WONDERFUL PHOTO to PEACE 写真で復興プロジェクト」をスタートさせた会。2013年に再び有志で「3.11を忘れない写真家の会」と名を改めてスタート。

## 概要
2011年3月、震災直後、写真家谷口雅彦が、「写真で何ができるか」と考え、被災する前の町の写真だけを集めた写真展を開催したいと一人で動こうとしたが、時期尚早ということで、まずは繋がりのある写真家たちに声をかけ、4月初旬、有志４人で「写真で被災地を復興する会」を結成する。共同代表に、谷口雅彦、小原里美が就任する。
2011年11月、有志の写真家17人で被災前の被災地の写真だけを集めた写真展を東京新宿の写真ギャラリー2か所で同時開催。
2013年、「3.11を忘れない写真家の会」と改称。名付け親は中居裕恭。谷口雅彦が代表となる。東北を中心に巡回展を開催。
2015年8月、会の精神的支柱であった丹野章（名誉委員）が死去。
2016年2月、同じく会の精神的支柱であった中居裕恭（実行委員）が急逝。

## 実行委員
- 谷口雅彦　共同代表（2011年-2012年）・代表代理（2012年-2013年）・代表・実行委員（2013年‐現在）
- 平賀淳　実行委員（2013年‐現在）
- 柴田秀一郎　実行委員（2013年‐現在）
- 矢内靖史　福島県代表実行委員（2013年‐現在）
- 中居裕恭　実行委員（2013年‐2016年）故人
- 丹野章　名誉委員（2011年‐2015年）故人

## 写真展
2011年11月21日から27日　「WONDERFUL PHOTO to PEACE 写真で復興」展 プレイスM 新宿御苑 / ギャラリーニエプス 四谷三丁目
- 参加写真家・森山大道、丹野章、中居裕恭、柴田秀一郎、平賀淳、柳本史歩、小原里美、鶴田厚博、谷中樹実、福添智子、松谷友美、佐々木晃子、斎藤明彦、岩切等、坂倉恒、谷口雅彦、他

2013年3月2日から24日　3.11を忘れない写真家の会「津波も、瓦礫もない写真展 －beforemath－」珈琲市場「讃香」福島県いわき市
- 参加写真家・猪狩英司、柴田秀一郎、谷口雅彦、丹野章、中居裕恭、平賀淳、柳本史歩、他

2013年6月7日から7月3日　3.11を忘れない写真家の会「津波も、瓦礫もない写真展　－人、街、風－」福島県立図書館　館内ロビー　福島県福島市
- 参加写真家・猪狩英司、柴田秀一郎、谷口雅彦、丹野章、中居裕恭、平賀淳、矢内靖史、柳本史歩、他

2013年12月9日から12日　3.11を忘れない写真家の会「keep in mind －あの町の記憶－」武蔵野美術学園　311ギャラリー　東京都武蔵野市
- 参加写真家・猪狩英司、柴田秀一郎、谷口雅彦、丹野章、中居裕恭、平賀淳、矢内靖史、柳本史歩、他 （参加者五十音順）

2014年10月5日から26日　3.11を忘れない写真家の会「Keep in mind －あの町の記憶といま－」ギャラリー コールピット　福島県いわき市
- 参加写真家・柴田秀一郎、谷口雅彦、丹野章、中居裕恭、平賀淳、矢内靖史、柳本史歩、他 （参加者五十音順）

2015年8月16日から30日　3.11を忘れない写真家の会「Keep in mind －あの町の記憶といま－」アートホール東洲館　北海道深川市
- 参加写真家・丹野章、中居裕恭、谷口雅彦、柴田秀一郎、平賀淳、柳本史歩、矢内靖史、本田サチエ　※福島民友新聞社提供の写真も併せて展示

2021年5月29日から6月6日　3.11を忘れない写真家の会「震災10年写真展」ギャラリーヨクト　東京・ 四谷三丁目 / ギャラリーニエプス 東京・四谷三丁目
- 参加写真家・谷口雅彦、柴田秀一郎、平賀淳、矢内靖史、中藤毅彦、大塚勉、サイキカツミ